# 菊間站
菊間站（日语：／ Kikuma eki */?）是位於日本愛媛縣今治市菊間町濱，隸屬於四國旅客鐵道（JR四國）的鐵路車站。車站編號為Y45。2010年因應精簡架構而降為無人站。
本站在平成大合併前是前菊間町的中心車站，合併後編入今治市，並成為該市最西邊的區域。菊間町向來以出產瓦片而馳名日本，車站翻新時亦特別於屋頂上加入了不少瓦片，同時亦仿照車站附近的「瓦片館」（位於「瓦之故鄉公園」內的展覽館）的外形，在舊玄關位上加裝類近的結構。

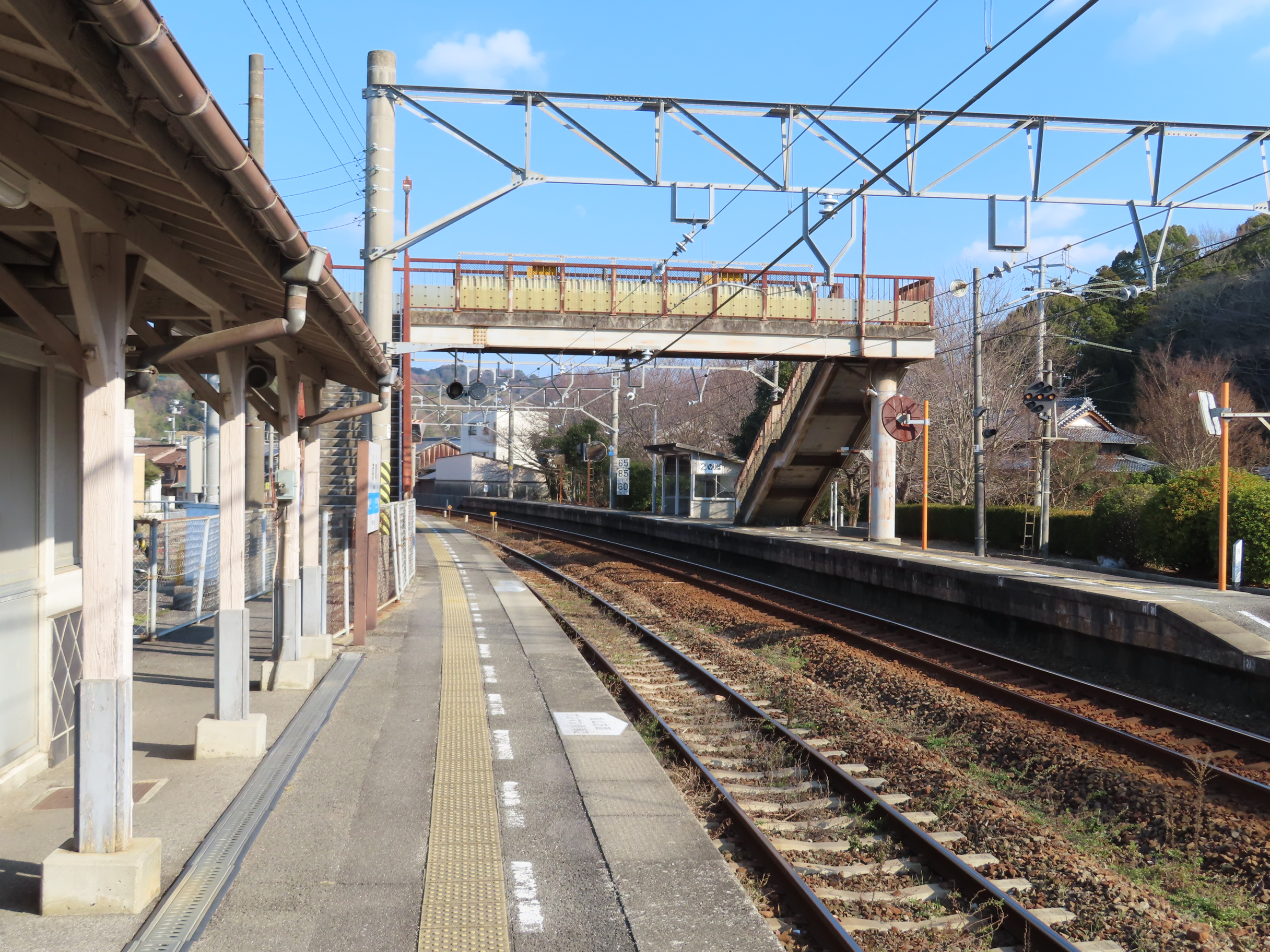
月台(2023年1月)

## 車站構造
本站為木製單層站房，原本的設計是玄關口位於站房中央部份，兩邊為站務室及候車室。翻新後玄關口及閘口均移至右邊，候車室的位置也因此縮小。左邊的站務室則改為商店,只留下近閘口的部份為站務暨售票窗口。但商店多年來均無法招租而丟空。在車站正式無人化前，已經在閘口外加設一部自動售票機。

### 地方組織活用站舍
當2010年6月宣佈車站於10月改為無人化後，以愛媛縣醫療福祉生活協同組合連合會為首的多個當地自治團體，與JR四國相議，希望能進駐站舍以作活化為社區交流中心之用。最初JR四國提出以月租20萬日圓方式租出舖位，但相關團體礙於資金壓力而未能成事；後來再與JR四國相討時，有人提出願意以「派人每日打掃洗手間、車站及站外四週」，作為JR四國可以免收租金的條件。最後JR四國答應了免租要求，2010年12月，住民交流中心正式開幕，取名為「接觸車站—菊間」（ふれあいステーションきくま）。
2012年3月，屬於愛媛縣內的地區電台FM Radio Bali Bali以100萬日圓的資助，借用交流中心部份地方開設了地方廣播站，每星期特定時間安排在該處進行現場直播節目。
設有側式月台及島式月台各1個，原提供2面3線的配置，不過位於最外圍的3號月台，因旅客不足，相關路軌早就撒去，因此現時只維持2面2線的配置。當中1號月台為副線，為所有上行及行部份下行普通列車使用；2號月台為本線，主要供特急列車通過，或部份下行列車使用，有效長度為7輛。月台之間以行人天橋連接。
兩邊月台前端則設有緊急轉轍路軌，而1號月台同時仍保留舊有的貨物列車側軌。

### 月台配置
| 月台 | 路線    | 方向 | 目的地                                   | 備註                                     |
| ---- | ------- | ---- | ---------------------------------------- | ---------------------------------------- |
| 1    | ■予讚線 | 上行 | 今治、伊予西條、觀音寺、多度津、高松方向 | 所有上行普通列車停車用台。               |
| 1    | ■予讚線 | 下行 | 松山、伊予市方向                         | 部份普通列車避車時使用。                 |
| 2    | ■予讚線 | 下行 | 松山、伊予市方向                         | 主軌道，特急列車通過及部份下行列車使用。 |

## 歷史
- 1925年6月21日：鐵道省讚豫線由伊豫大井站伸延至此[6]，開業，為終點站。
- 1926年3月28日：隨讚豫線由本站伸延至伊予北條，改為中途站[7]。
- 1987年4月1日：日本國鐵分割民營化，車站經營權由JR四國繼承。
- 2010年10月1日：無人化。

## 相鄰車站
四國旅客鐵道（JR四國）
■予讃線
伊予龜岡（Y44）－菊間（Y45）－淺海（Y46）

## 軼事
每年2,5,8,11月的第4個星期日，於站前廣場均會舉行站前市集。

## 外部連結
- JR四國菊間站時間表 （页面存档备份，存于）
- 鐵道頻道菊間站介紹 （页面存档备份，存于）